# Méthode de travail
Pour les articles homonymes, voir Méthode.
 (juillet 2008).
Si vous disposez d'ouvrages ou d'articles de référence ou si vous connaissez des sites web de qualité traitant du thème abordé ici, merci de compléter l'article en donnant les références utiles à sa vérifiabilité et en les liant à la section « Notes et références ».
 (mai 2011).
- Si vous ne connaissez pas le sujet, laissez ce bandeau (vous pouvez alors contacter les auteurs).
- Si vous supprimez le contenu mis en cause (vous pouvez préalablement contacter les auteurs),

argumentez précisément cette suppression dans la page de discussion
(un manque de référence n'est pas un argument ; une recherche réelle de référence doit avoir été effectuée, être formellement documentée).
Une méthode de travail est une marche à suivre pour atteindre un objectif. Cet objectif peut être une amélioration des connaissances aussi bien que la résolution d'un problème.

## Approche philosophique
Quelqu'un qui agirait sans aucune méthode se lance dans un projet, prenons l'exemple d'une dissertation de philosophie, immédiatement. Il va répondre à la question exprimée dans le sujet. S'il ne structure pas sa réponse, il se heurtera à de nombreux problèmes : manque de clarté, répétitions, glissements hors du sujet, etc. Et il ne finira sans doute jamais son travail, découragé par la difficulté, ou alors le bâclera, et le devoir perdra toute son utilité.
La première étape de la méthode, c'est justement de freiner l'élan. Travailler avec méthode, ça commence par ne pas commencer. Il faut se donner le temps de la réflexion. Il faut d'abord prendre de la distance par rapport à son travail pour ne pas l'accomplir machinalement. Il faut se rendre compte que rien n'est évident et se poser les questions qui viennent naturellement, à savoir « pourquoi ce travail ? », « quels en sont les enjeux ? », « quel est mon objectif ? », etc. Il faut replacer ce projet dans une perspective plus large, il faut lui donner un sens. 
La méthode dépend beaucoup du nombre de personnes engagées dans un projet. Si le périmètre du projet est restreint, si les personnes impliquées sont peu nombreuses, les méthodes classiques peuvent s'appliquer. En revanche, si le périmètre est très large, impliquant un grand nombre de personnes, il y aura lieu d'employer des méthodes de partage d'information. Wikipédia est l'exemple d'une méthode qui permet à une communauté large de partager des informations et d'aboutir ainsi, par des questions/réponses, dans des pages de discussion et dans des forums, à une plus grande connaissance, par le biais de l'emploi de l'approche encyclopédique.
En résumé, les méthodes analytiques classiques peuvent être efficaces dans un projet de taille restreinte. En revanche, les programmes plus larges requièrent des méthodes de type dynamique de groupe, avec des outils de partage d'information appropriés, mais surtout de l'enseignement et de l'emploi du consensus et de la formalisation.
Les méthodes de partage d'information sont très répandues dans le monde anglo-saxon (voir : en:group dynamics), mais c'est un français qui a développé la première méthode opératoire permettant de structurer l'approche d'un Programme de Gestion des Connaissances. La "Méthode 7D" offre sept grandes phases allant de la Stratégie du projet jusqu'à la mesure pragmatique des résultats (retour sur investissement). Dans des cas simples comme dans une PME-PMI, ces 7 phases offrent un cadre simple et facile à appliquer, alors que dans un grand groupe, un ministère, un pays ou un projet international, la méthode va jusqu'à proposer une succession de 220 tâches en mode gestion de projet. Beaucoup de pièges se présentent dans la pratique lorsqu'il s'agit de conduire un tel projet (risques, interculturalité, élitisme et pédagogie, contexte de motivation, efficacité des investissements...) et c'est grâce à une bonne méthode qu'il sera possible de ne pas réinventer la roue, ni reproduire les mêmes erreurs.
Reprenons l'exemple de l'élève face à sa dissertation. La plupart du temps, il éludera toutes ces questions et se dira « de toute façon, je n'ai pas le choix : c'est obligatoire ! » Mais dans cette conception, quel est l'intérêt de suivre aveuglément un ordre de travailler ? Sans perspective de sens, il y a de quoi se décourager, ou bien prendre le parti d'en finir vite, quitte à passer sur les détails. Dans le cas de la dissertation de philosophie, il s'agit d'ouvrir à une réflexion personnelle qui dépasse largement le cadre scolaire, qui correspond la plupart du temps à une interrogation inconsciente qui nous habite depuis longtemps déjà. Le sujet, ce sont des mots mis sur des questions jusque-là demeurées ineffables.

## Définition historique
« C'est une breve façon d'enseigner ou apprendre quelque chose, au moyen de laquelle les hommes parviennent tous à leur desir ». Cette définition de 1606 montre la responsabilité de l'enseignement dans l'émergence du vocabulaire et par là, celle de la position partagée sur un sujet de cette nature.